# Behgjet Pacolli
Behgjet Isa Pacolli (n. Marec, 30 de agosto de 1951) es un empresario y político albano-kosovar, con nacionalidad suiza. Ejerció como tercer presidente de la República de Kosovo.
Fue presidente y director ejecutivo de Mabetex Group, una compañía de construcción e ingeniería civil con sede en Suiza. El grupo incluye asimismo al periódico kosovar Lajm, establecido en 2002, y ha apoyado varios equipos deportivos en Kosovo. Es considerado el albanés más rico en el mundo.
Pacolli es presidente de la Alianza por un Nuevo Kosovo, un partido político representado en la asamblea legislativa de dicho territorio. Asumió como presidente de Kosovo el 22 de febrero de 2011 pero dejó el cargo el 31 de marzo de 2011 tras una resolución de la Corte Constitucional.

## Biografía
Behgjet es el hijo de Isa y Nazmije Pacoli, siendo el segundo de diez hijos, quienes crecieron como la mayoría de las personas de Kosovo, sin luz eléctrica ni agua potable. Behgjet fue fuertemente influenciado por su padre y especialmente por su abuelo Osman para convertirse en constructor civil.

### Participación política
El 17 de marzo de 2006, Pacolli fundó el partido político Alianza por un Nuevo Kosovo (AKR), participando en las elecciones parlamentarias de 2007 donde obtuvo el tercer lugar de los escaños. Durante estas elecciones, declaró su propiedad por valor de € 420 millones. Pacolli se convirtió en diputado en la Asamblea de Kosovo y en miembro del Comité de Presupuesto y Finanzas. Además, fue consejero internacional del CSIS (Centro de Estudios Estratégicos e Internacionales).
Desde 2004, Behgjet Pacolli ha continuado sus esfuerzos de lobby en nombre de Kosovo mediante la ayuda de numerosas instituciones y grupos de defensa para presionar a los gobiernos extranjeros, instituciones y organismos internacionales para apoyar el reconocimiento de la independencia de Kosovo. Pacolli continúa sus actividades de lobby en todo el mundo, donde conoce a los principales líderes de los países del mundo en un intento de convencerlos de los argumentos a favor de reconocer la declaración de independencia de Kosovo. 
Tras las elecciones parlamentarias de 2011 y la alianza entre AKR y el Partido Democrático de Kosovo para compartir el poder, Pacolli se presentó como candidato a la Presidencia de la República de Kosovo el 22 de febrero de 2011. El mismo día, el Parlamento de la República de Kosovo lo eligió como presidente en una jornada marcada por la ausencia de 53 diputados que protestaron en contra de la presidencia de Pacolli
La elección, sin embargo, sería posteriormente anulada por el Tribunal Constitucional el 28 de marzo de 2011 al considerar (por 7 votos contra 2) que no existió el quórum necesario para aprobar la elección. Pacolli entregó el poder el 30 de marzo a Jakup Krasniqi, de quien había asumido la presidencia un mes antes. El 7 de abril, AKR, PDK y la opositora LDK acordaron elegir a Atifete Jahjaga como presidenta de Kosovo.